# Стоксдейл (Північна Кароліна)
Стоксдейл (англ. Stokesdale) — місто (англ. town) в США, в окрузі Ґілфорд штату Північна Кароліна. Населення — 5924 особи (2020).

## Географія
Стоксдейл розташований за координатами 36°13′41″ пн. ш. 79°58′39″ зх. д. / 36.22806° пн. ш. 79.97750° зх. д. (36.227953, -79.977393).  За даними Бюро перепису населення США в 2010 році місто мало площу 50,25 км², з яких 49,84 км² — суходіл та 0,41 км² — водойми.

## Демографія
Згідно з переписом 2010 року, у місті мешкало 5047 осіб у 1823 домогосподарствах у складі 1436 родин. Густота населення становила 100 осіб/км².  Було 1955 помешкань (39/км²).
Расовий склад населення:
| - 90,9 % — білих - 4,7 % — чорних або афроамериканців - 1,4 % — азіатів - 0,4 % — корінних американців - 1,3 % — осіб інших рас |

До двох чи більше рас належало 1,3 %. Частка іспаномовних становила 3,5 % від усіх жителів.
За віковим діапазоном населення розподілялося таким чином: 27,3 % — особи молодші 18 років, 61,4 % — особи у віці 18—64 років, 11,3 % — особи у віці 65 років та старші. Медіана віку мешканця становила 39,9 року. На 100 осіб жіночої статі у місті припадало 99,7 чоловіків;  на 100 жінок у віці від 18 років та старших — 96,9 чоловіків також старших 18 років.
Середній дохід на одне домашнє господарство  становив 112 180 доларів США (медіана — 81 406), а середній дохід на одну сім'ю — 109 119 доларів (медіана — 98 278). Медіана доходів становила 66 290 доларів для чоловіків та 39 219 доларів для жінок. За межею бідності перебувало 13,3 % осіб, у тому числі 26,5 % дітей у віці до 18 років та 7,6 % осіб у віці 65 років та старших.
Цивільне працевлаштоване населення становило 2600 осіб. Основні галузі зайнятості: виробництво — 24,3 %, освіта, охорона здоров'я та соціальна допомога — 21,0 %, науковці, спеціалісти, менеджери — 10,2 %, роздрібна торгівля — 8,5 %.